# Pirata soukupi
Pirata soukupi este o specie de păianjeni din genul Pirata, familia Lycosidae. A fost descrisă pentru prima dată de Mello-leitão în anul 1942.
Este endemică în Peru. Conform Catalogue of Life specia Pirata soukupi nu are subspecii cunoscute.